# Lemuel
Lemuel es el nombre de un rey bíblico que aparece exclusivamente en Proverbios 31:1 y 31:4.

## Identidad
La identidad de este rey bíblico es objeto de discusión por parte de numerosos biblistas. Aunque las hipótesis más defendidas son dos:
- Lemuel sería otro nombre del rey Salomón de Israel.

Esta hipótesis tendría tres puntos como base:
En primer lugar, el hecho de que Salomón, según la Biblia, efectivamente fue un adorador fiel de Dios (al menos en la etapa inicial y más larga de su reinado), tendría con lo cual el nombre-título de Lemuel (Consagrado o Dedicado al servicio de Dios), y se correspondería con esos antecedentes.
En segundo lugar, el propio Salomón es el autor reconocido de la gran mayoría de los capítulos del libro de los Proverbios, donde se emmarca la única mención de Lemuel.
Y en tercer lugar, el hecho de que la madre del rey Salomón, Betsabé, fuese también una adoradora fiel de Dios durante toda su vida; salvo por el incidente de adulterio con el rey David, quién después llegó a ser su esposo, y del cual la Biblia deja claro que fue perdonada por Dios, pues se le concedió el mayor honor que se podía dar a una israelita en aquella época: que el linaje del Mesías viniese a través de ella.
La otra hipótesis con respecto a la identidad de Lemuel:
- Lemuel sería el rey Ezequías de Judá.

Esta conclusión encuentra como fundamento la siguiente base:
Primeramente el hecho de que a partir del capítulo 25 del mismo libro de Proverbios, la propia Biblia declara que no fue Salomón, sino los hombres del rey Ezequías quienes recopilaron otros proverbios de Salomón.
En segundo lugar, el hecho de que Ezequías también fuese un rey fiel a Dios durante toda su vida, junto al significado del nombre Lemuel, da una clara verosimilitud de corresponder a un título, más que a un simple nombre propio.
Sin embargo, en la Biblia no hay mención alguna de la madre de Ezequías; y su padre, el rey Acaz de Judá, es considerado uno de los peores reyes de la nación judía, quien incluso inmoló, en adoración a dioses falsos, a algunos hermanos de Ezequías.
El texto en la versión Reina Valera 1960 es: «Palabras del rey Lemuel; la profecía con que le enseñó su madre.» (Pr 31:1). «No es de los reyes, oh Lemuel, no es de los reyes beber vino, ni de los príncipes la sidra...» (Pr 31:4). El discurso termina con el versículo 9. 
Algunos eruditos traducen el primer versículo «Palabras de Lemuel, rey de Massa; la profecía con que le enseñó su madre.» Massa se menciona en Génesis 25:14 (cf. 1 Crónicas 1:30), y fue uno de los hijos de Ismael, y, por tanto, se supone que su reino se ubicaba en Arabia.
Sin embargo, el propio significado del término “Massa” en hebreo, pudiera sugerir una traducción como la que generalmente se acepta para el versículo 1 del capítulo 30 del mismo libro de Proverbios, a saber: oráculo, profecía o declaración formal/de peso.

### Nombre
El nombre se relaciona con Lael, que se encuentra en Números 3:24, texto que señala a un hombre consagrado a Dios.